# اوستروویتسا (نیشکا بانگا)
اوستروویتسا (به صربی: Ostrovica) یک منطقهٔ مسکونی در صربستان است که در نیشکا بانگا واقع شده‌است.